# 高階経成
高階 経成（たかしな の つねなり、治安元年（1021年） - 天永2年（1111年）4月）は、平安時代後期の貴族。美濃守・高階業敏の子。官位は正四位下・常陸介。

## 経歴
白河朝にて丹波守・丹後守・備後守を歴任し、のち、位階は正四位下に至る。
康和5年（1103年）2月に高階能遠が常陸介に任ぜられるが、4月に辞退したため、後任として経成が83歳ながら任ぜられる。長治2年（1105年）参議・藤原宗忠の邸宅に訪れた際、85歳にして起居が軽やかで素早く、目も耳もしっかりしているなど、老いても健康な様子は公卿・諸大夫に比する者がないとして、宗忠を驚かせている。常陸介を辞したのち出家し、天永2年（1111年）4月に卒去。享年91。
勅撰歌人として、『金葉和歌集』に和歌作品1首が採録されている。

## 官歴
- 延久5年（1073年） 2月25日：見丹波守（または丹後守）[4]
- 承保4年（1077年） 3月20日：見丹波守[5]。12月18日：見丹後守[6]
- 永保2年（1082年） 12月：見備後守[7]
- 時期不詳：正四位下
- 康和5年（1103年） 4月30日：常陸介[8]
- 嘉承2年（1107年） 12月：見前常陸介[9]
- 時期不詳：出家
- 天永2年（1111年） 4月：卒去[10]

## 系譜
注記のないものは『系図纂要』による。
- 父：高階業敏
- 母：不詳
- 生母不詳の子女
  - 男子：高階経敏
  - 女子：藤原盛実室[11]